# ОШ „Старина Новак” Београд
ОШ „Старина Новак“ једна је од основних школа у општини Палилула, а налази се у улици Кнез Даниловој 33-37.

## Историјат
Школа је основана је 1922. године, прва генерација уписана у школу школске 1922/23. Свечано освећење школске зграде било је 21.јануара 1923. године. Прва адреса школе била је угао улица Старина Новак и Далматинске. Радови на изградњи нове згради у улици Кнез Даниловој 33-37 су завршени 22. децембра 1961. године. Отварање анекса школе у улици Кнез Даниловој 33-37 (дневни боравак и фискултурна сала) је обављено априла 1971.
ОШ "Старина Новак" основана је 1922. год. као четворогодишња народна школа у Палилули, тада сиромашној периферији Београда, настањеној земљорадницима, малим занатлијама и трговцима. Школа је пре рата прва имала кино-пројектор, као и ученичку и наставничку библиотеку. У периоду од школске 1945/46. школа је носила име О.Ш. број седам који се задржао до јануара 1952. године. Савет школе је препоручио да све школе узму по један датум за Дан Школе. Школски одбор је 1957. године донео одлуку да се Дан Школе прославља у последњој недељи маја. Од 1961. године Дан победе (15. мај) слави се као Дан Школе.
Повећање броја ученика и све тежи услови рада (одласци и држање часова по разним другим школама) условило је изградњу нове школске зграде. Зграда је завршена за седам месеци средствима Дирекције за изградњу јавних објеката Скупштине града Београда. Нова школска зграда свечано је отворена 22. децембра 1961. године у улици Кнез Даниловој 33-37. Први директор (управитељ) школе био је Васа К. Јовановић.
Школа носи име по једном од најпознатијих српских хајдука и војсковођа Старини Новаку (1530-1601) који је касније постао војсковођа у служби влашког кнеза Михаја Храброг.
ОШ "Старина Новак" похађали су Зоран Симјановић, Бранислав Покрајац, Бора Тодоровић, скоро комплетни ИДОЛИ и многе друге познате личности.

## Школа данас
Наставу похађа око 700 ученика распоређених у 31 одељења. Организован је продужени боравак за ученике првог и другог разреда. Настава се одвија у 19 класичних учионица и 6 кабинета. За потребе физичког васпитања користи се школска фискултурна сала.

### Посебне активности које се спроводе у ОШ “Старина Новак“
- Пројекат двојезичне наставе на енглеском и српском језику већ 13 година (једина основна школа у Београду),
- Музеј школе са Галеријом Музеја,[2]
- РАДИО НОВАК – једини ђачки радио у Србији,
- Одељење за подршку – активност реализује дефектолог-олигофренолог,
- Бесплатно учење кинеског језика са елементима културе – програм се реализује у сарадњи са Кинеском амбасадом у Београду,
- Бесплатно клизање у леденој дворани хале Пионир,
- Бесплатно пливање на базену Ташмајдан,
- Бесплатна школа шаха – програм реализује шаховски клуб „Делфин“,
- Издавачка делатност – објављене прве две књиге о Старини Новаку,
- Издавање луксузног ђачког листа НОВАК (лист је каталогизован у Народној библиотеци Србије ISSN 2466-5193)[3][4]
- Пролећни карневал на Ташмајдану – седма година по реду,
- Дан кућних љубимаца – осма година по реду,
- Међународни пројекат са две румунске школе (из Клужа и Блажа) СТАРИНА НОВАК – БАБА НОВАК (шест година редовно полагање венца на једином споменику Старине Новака на свету који је у Клужу у Румунији),
- Међународни пројекат „Недеља размене“ са холандском школом из града Хунзбрук – четврта година.
- Саветовање просветних радника — вишедневни стручни скуп конференцијског типа

### Наставна средства
- 16 интерактивних табли,
- рачунар и дигитални пројектор у свакој учионици,
- серверска соба за дигиталну школску мрежу,
- два провајдера за конекцију на интернет плус АРМЕС,
- кабинети за све предмете другог циклуса,
- климе у свим учионицама првог циклуса

### Дугорочни планови
- Оснивање међународне асоцијације основних школа Балкана (споразум остварен са румунским школама, преговори са грчким и бугарским),
- Партнерство са школом из Кине,
- Партнерство са немачким школама које изводе наставу на лужичко-српском језику (преговори започети),
- Уградња базена у просторијама измештене школске котларнице (урађен идејни пројекат),
- Уградња лифта за ђаке у одељењу за подршку (у оџаку угашене котларнице),
- Изградња свечане сале (анекс зграде има само један спрат, а доградња је дозвољена),
- Коначно формирање радијског студија за РАДИО НОВАК и оспособљавање за емитовање „уживо“ програма (омогућавање радио преноса и укључења у програм редовних радио станица),
- Увођење трећег страног језика – руског,
- Објављивање сабраних дела свих песама о Старини Новак у 6 књига (три књиге су објављене, преостале се објављују по једна годишње).

### Фусноте
1. ↑  Старина Новак–историјска личност и епски јунак.
2. ↑  Музеј ОШ "Старина Новак".
3. ↑  Лист Новак ОШ "Старина Новак".
4. ↑  Школски лист број 14 - децембар 2019. године.

### Веб
- Старина Новак–историјска личност и епски јунак. „Старина Новак – историјска личност и епски јунак”. www.politika.rs. Политика. Приступљено 15. januar 2020.
- Лист Новак ОШ "Старина Новак". „Лист Новак”. www.starina.rs. ОШ "Старина Новак". Приступљено 17. januar 2020.
- Музеј ОШ "Старина Новак". „Музеј ОШ "Старина Новак"”. www.starina.rs. ОШ "Старина Новак". Приступљено 17. januar 2020.
- Школски лист број 14 - децембар 2019. године. „Школски лист број 14 - децембар 2019. године”. www.starina.rs. ОШ "Старина Новак". Приступљено 17. januar 2020.